# 武廷榟
武廷榟（越南语：／；？年—？年），越南後黎朝、阮朝官員。

## 生平
武廷榟是奉天府廣德縣安泰坊（今屬河內市巴亭郡柚坊）人，黎末時曾任知縣。昭統元年（1787年），參加會試，後考中進士。西山朝時，隱居不仕。阮朝嘉隆初，召授勤政殿學士，出任海陽鎮督學，兼廣安鎮督學。